# Dorothea Schlegel

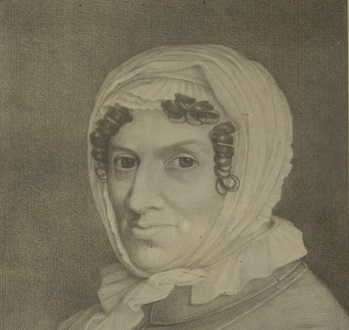
Portret Dorothey Mendelssohn Veit Schlegel, namalowany w 1925.

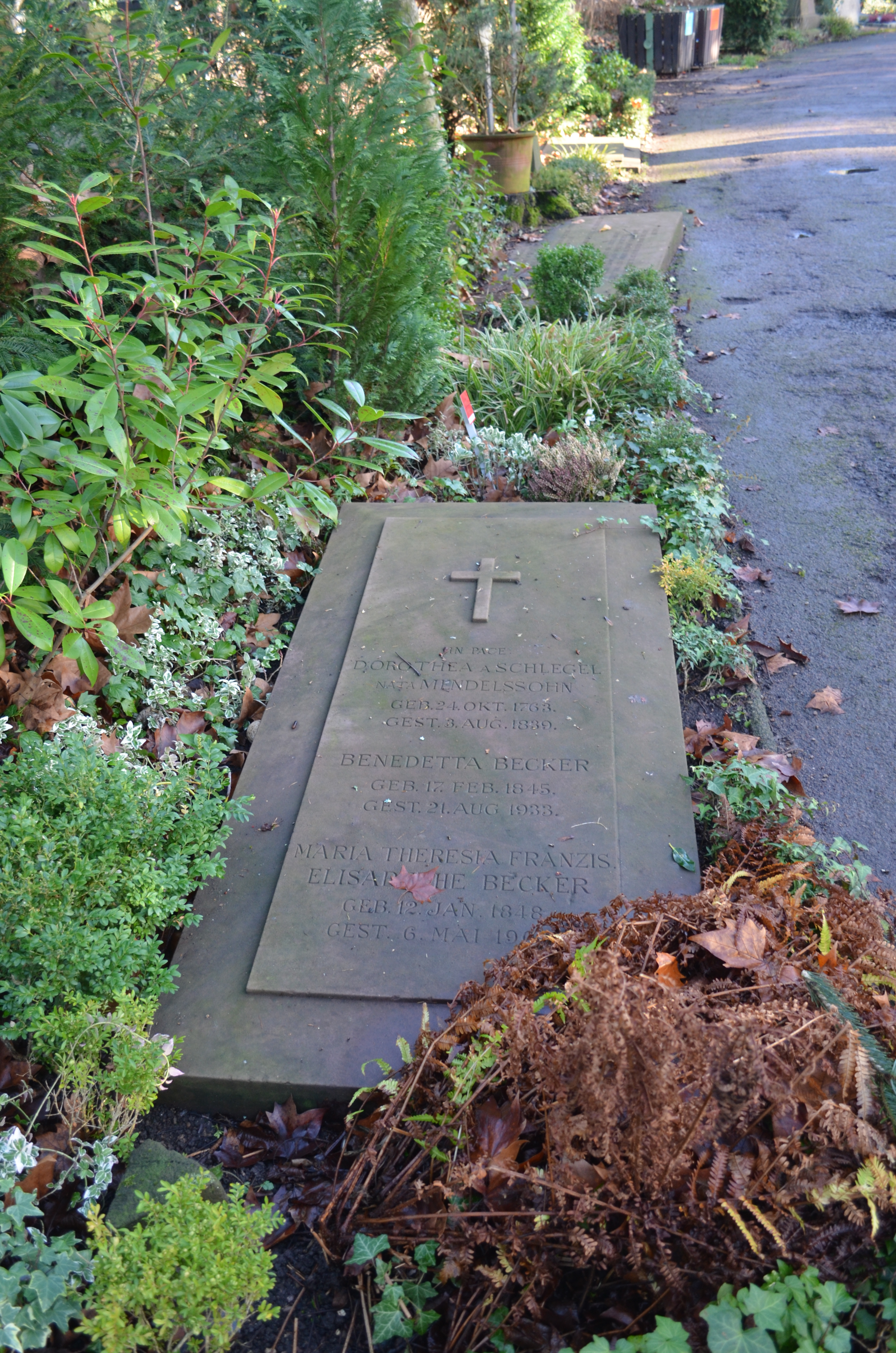
Grób Dorothei Schlegel we Frankfurcie, sektor B, nr. 180.

Dorothea Schlegel, urodzona jako Brendel Mendelssohn, od 1814 Dorothea von Schlegel (ur. 24 października ok. 1763, 1764 w Berlinie, zm. 3 sierpnia 1839 we Frankfurcie nad Menem) – niemiecka pisarka, krytyk literacki epoki romantyzmu.

## Życiorys
Córka żydowskiego filozofa i pisarza – Mosesa Mendelssohna i Fromet Mendelssohn, z domu Gugenheim. W 1778 na prośbę rodziców wyszła za mąż, za berlińskiego bankiera, Simona Veita. W latach 1787–1793 para doczekała się czterech synów, z których tylko dwóch przeżyło: Johannes Veit i Philipp Veit. Synowie Veit zostali później współzałożycielami nazarejskiej szkoły malarstwa. W 1798 małżeństwo z Veitem rozpadło się. Od 1797 Veit przyjaźniła się z pisarzem, Friedrichem Schlegelem. Schlegel towarzyszył jej po rozwodzie z Veitem w podróży do Jeny, gdzie oboje mieszkali u Augusta Wilhelma Schlegela i jego żony, Caroline. W 1799 została wydana powieść Friedricha Schlegela – Lucinda, która opisywała romans Veit ze Schlegelem i wywołała skandal w kręgach literackich. W 1802 Veit towarzyszyła Friedrichowi Schlegelowi w podróży do Paryża. Tam, w 1804 przeszła na protestantyzm i poślubiła Friedricha Schlegela. W 1808, w Kolonii razem ze swoim mężem przeszła na katolicyzm. Po śmierci męża w 1829 roku zamieszkała we Frankfurcie nad Menem u syna malarza – Philippa Veita.
Mieszkała w Wiedniu, Frankfurcie nad Menem i Dreźnie.

### Kariera zawodowa
Dorothea Schlegel była znana i podziwiana od 1800, i ściśle związane z miastem Jena. Jej jedyna powieść – Florentin została opublikowana w 1801 przez Friedricha Schlegela bez podania nazwiska autora.
Ponadto pisała mniejsze artykuły i tłumaczenia. Przetłumaczyła między innymi „Corinne lub Włochy“ – (fr. Corinne ou l'Italie) – Madame de Staël.

### Dzieła Dorothey von Schlegel
- 1800: Recenzje dzieł Basiliusa von Ramdohr, Johanna Jakoba Engela i Évaristea de Parny;
- 1801: Florentin;
- 1803: Rozmowy o najnowszych powieściach francuskich kobiet[7];
- 1804: Historia magika, Merlina.

## Upamiętnienie

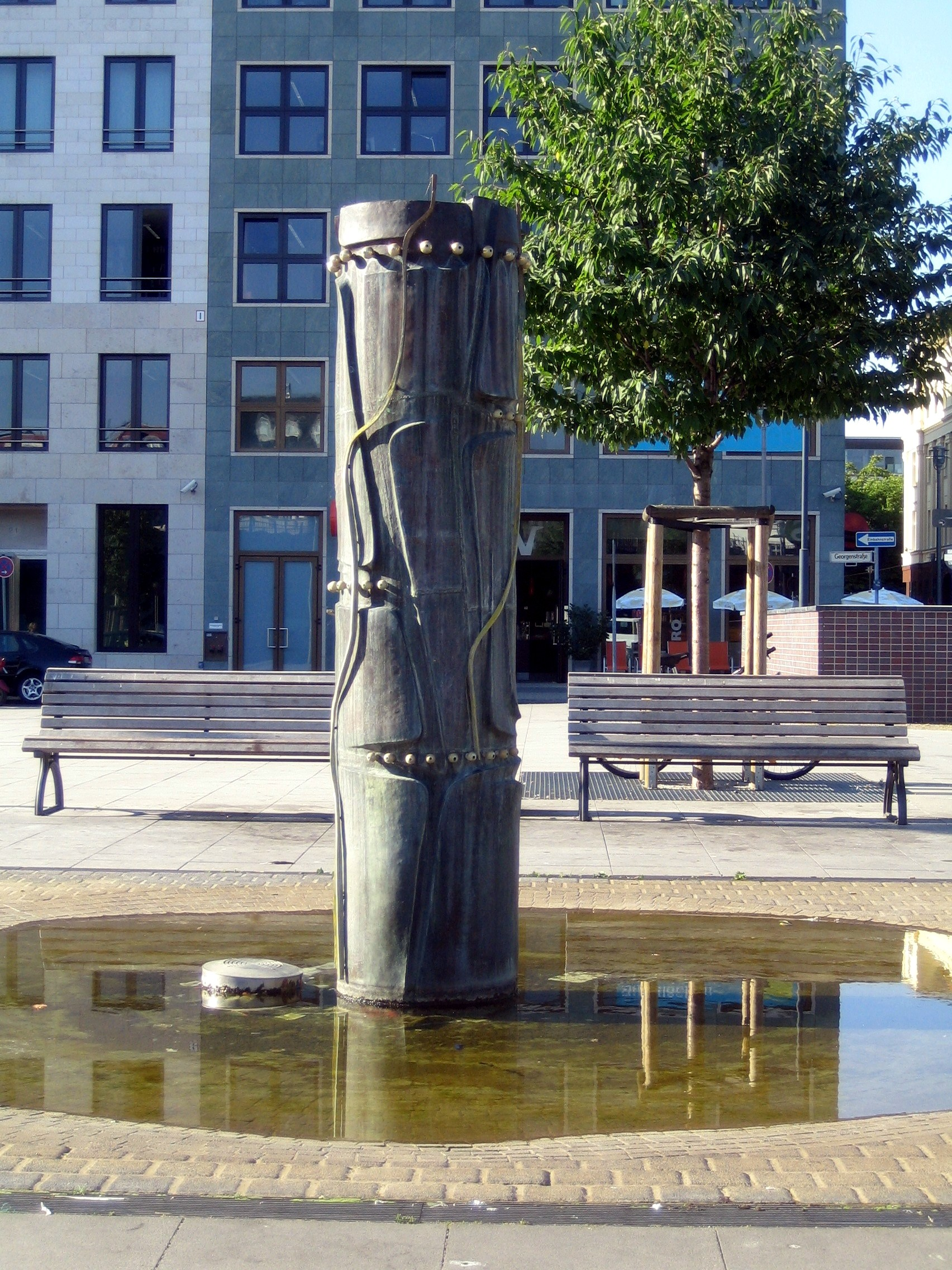
Część placu z fontanną.

Jej imieniem i nazwiskiem nazwano plac w Berlinie – (niem. Dorothea-Schlegel-Platz), a także ulicę w mieście Lobeda  – (niem. Dorothea-Veit-Strasse).